# NGC 7705
NGC 7705 је спирална галаксија у сазвежђу Рибе која се налази на NGC листи објеката дубоког неба.
Деклинација објекта је + 4° 48' 16" а ректасцензија 23h 35m 2,4s. Привидна величина (магнитуда) објекта NGC 7705 износи 14,2 а фотографска магнитуда 15,2. NGC 7705 је још познат и под ознакама CGCG 407-13, NPM1G +04.0614, PGC 71811.